# Шреттер Євген Федорович
Шреттер Євген Федорович  (4 листопада, 1876, Кременчук, колишня Полтавська губернія — 11 травня, 1925, Варшава) — російський і український архітектор зламу XIX-XX ст., австрієць за походженням.

## Життєпис
Походив з родини австрійців, що оселились в місті Кременчук, колишня Полтавська губернія. Батько був купцем 1-ї гільдії.

## Освіта
Закінчив Рівненське реальне училище 1897 року. Того ж року перебрався до Санкт-Петербургу, де влаштувався в училище при Імператорській Академії мистецтв. 1904 року здобув звання архітектора-художника.

## Творчість і праця
Творчість розпочав ще до влаштування у художню школу в Петербурзі. Працював у містах Катеринослав, Ялта, Петербург. Брав участь як проєктант у декількох архітектурних конкурсах. 1911 року його проєкт грязелікарні для міста Єсентуки отримав другу премію, але саме цей проєкт отримав дозвіл на реалізацію.
У 1912–1913 роках реалізував проєкт грязелікарні у місті П'ятигорськ, котрий створив архітектор Перетяткович М. М. Досвід реального будівництва переніс у місто Єсентуки, де встиг вибудувати нову грязелікарню поблизу озера. Лікарня виконана у історичних формах давньогрецької архітектури з домішками архітектури доби ампір. Використав місцевий камінь, котрим облицював фасади лікарні і внутрішнього дворика, цей же камінь використано для створення декоративних скульптур левів та давньогрецьких богів Асклепія та його доньки, богині чистоти Гігієї. В ефектній споруді грязелікарні знайшли свій відбиток найкращі риси ретроспективізму і академізму, в котрих так кохався архітектор Шреттер. Окрім грязелікарень створив низку проєктів дач в районі Кавказьких Мінеральних Вод. Серед них і дача для Карстена у місті П'ятигорськ. 1914 року повернувся до Петербургу, де працював до 1918 року.
Після більшовицького перевороту 1917 року перебрався в Одесу. Звідти вирушив в еміграцію і зупинився у Варшаві, де й помер у травні 1925 року.

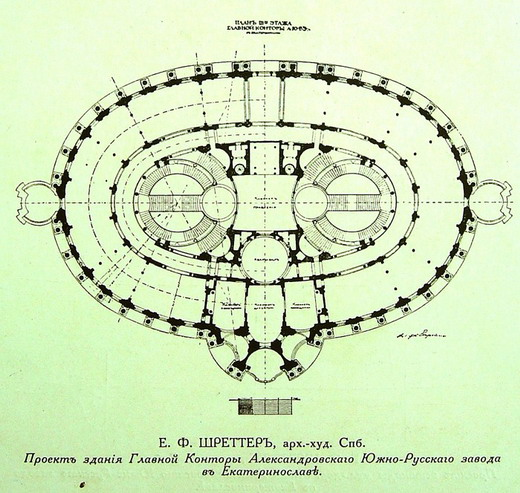
План нової Головної контори Александрівського заводу у місті Катеринослав (нині Дніпро). Проєкт Шреттера Є. Ф.
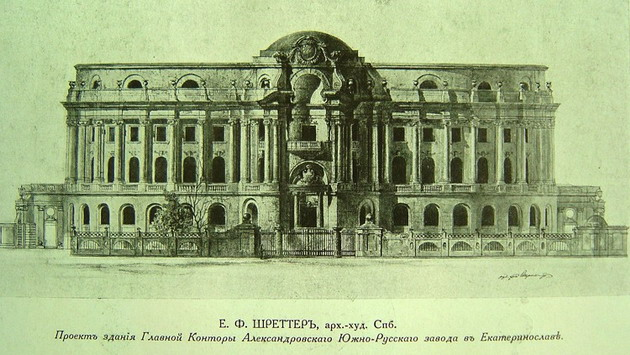
Євген Шреттер. Проєкт головного фасаду контори Олександрівського заводу в м. Катеринослав ( нині Дніпро). Не реалізовано, злам XIX-XX ст.

## Галерея фото лікарні у Єсентуках

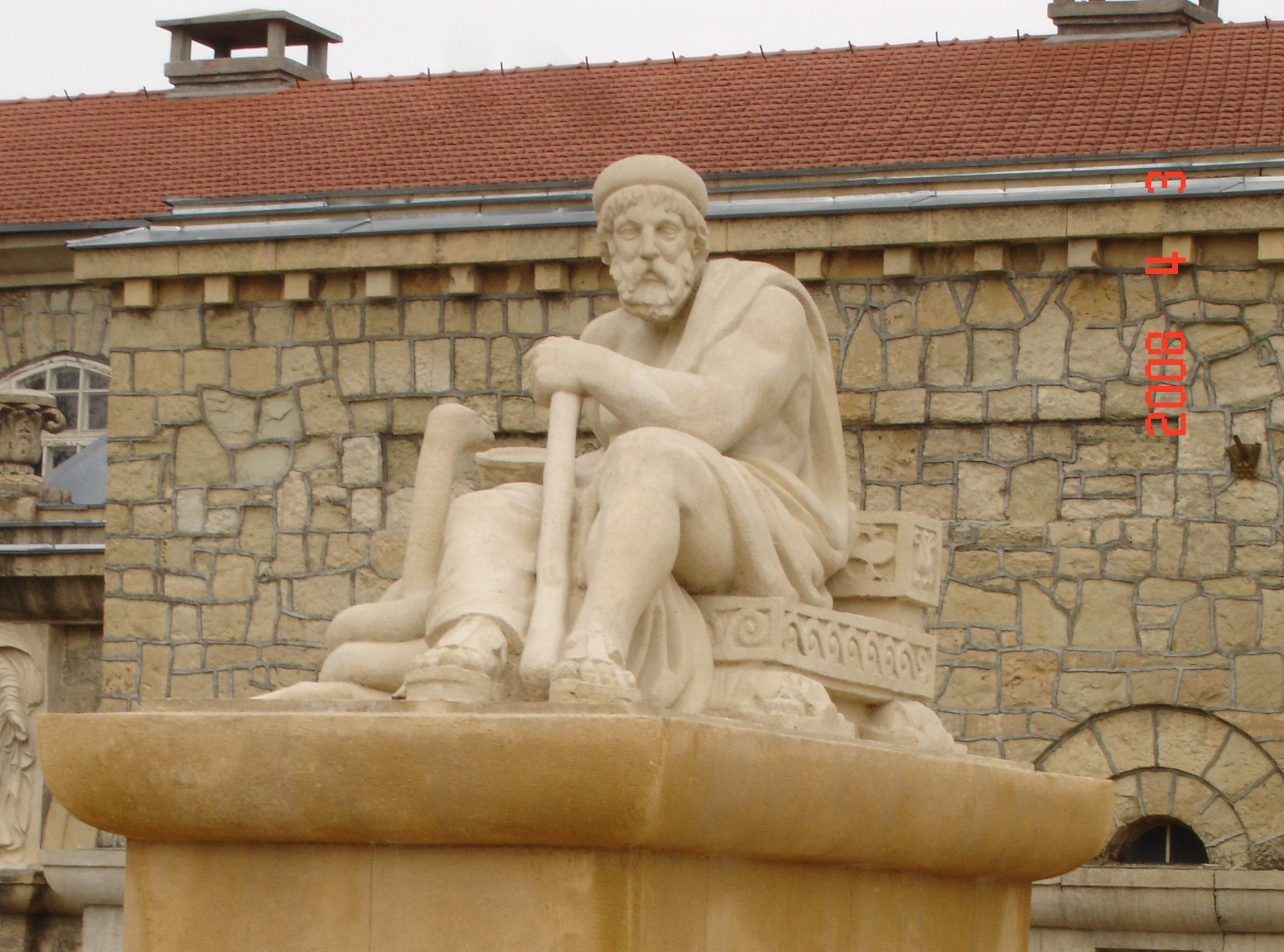
Бог медицини Асклепій

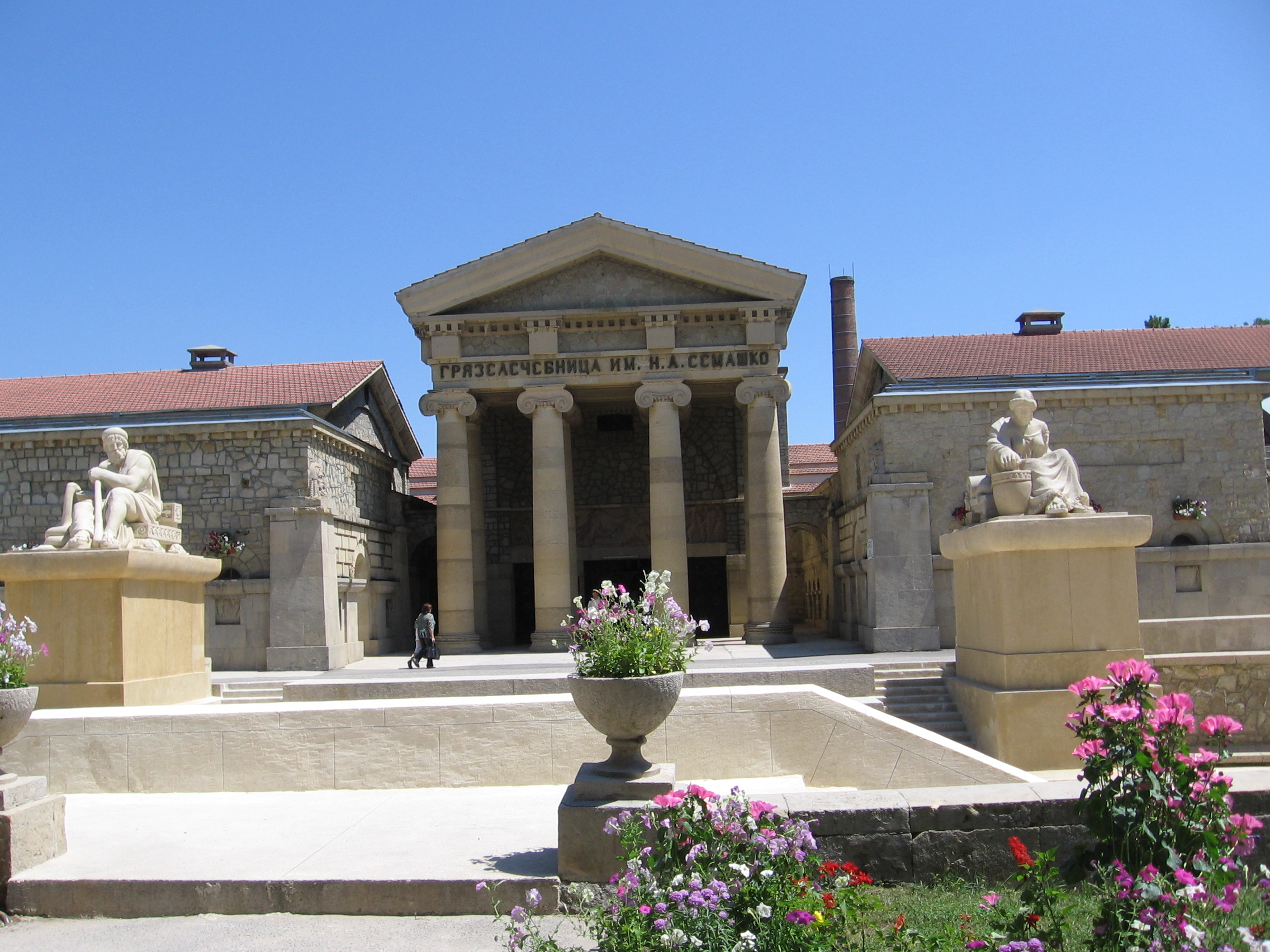
Головний фасад лікарні

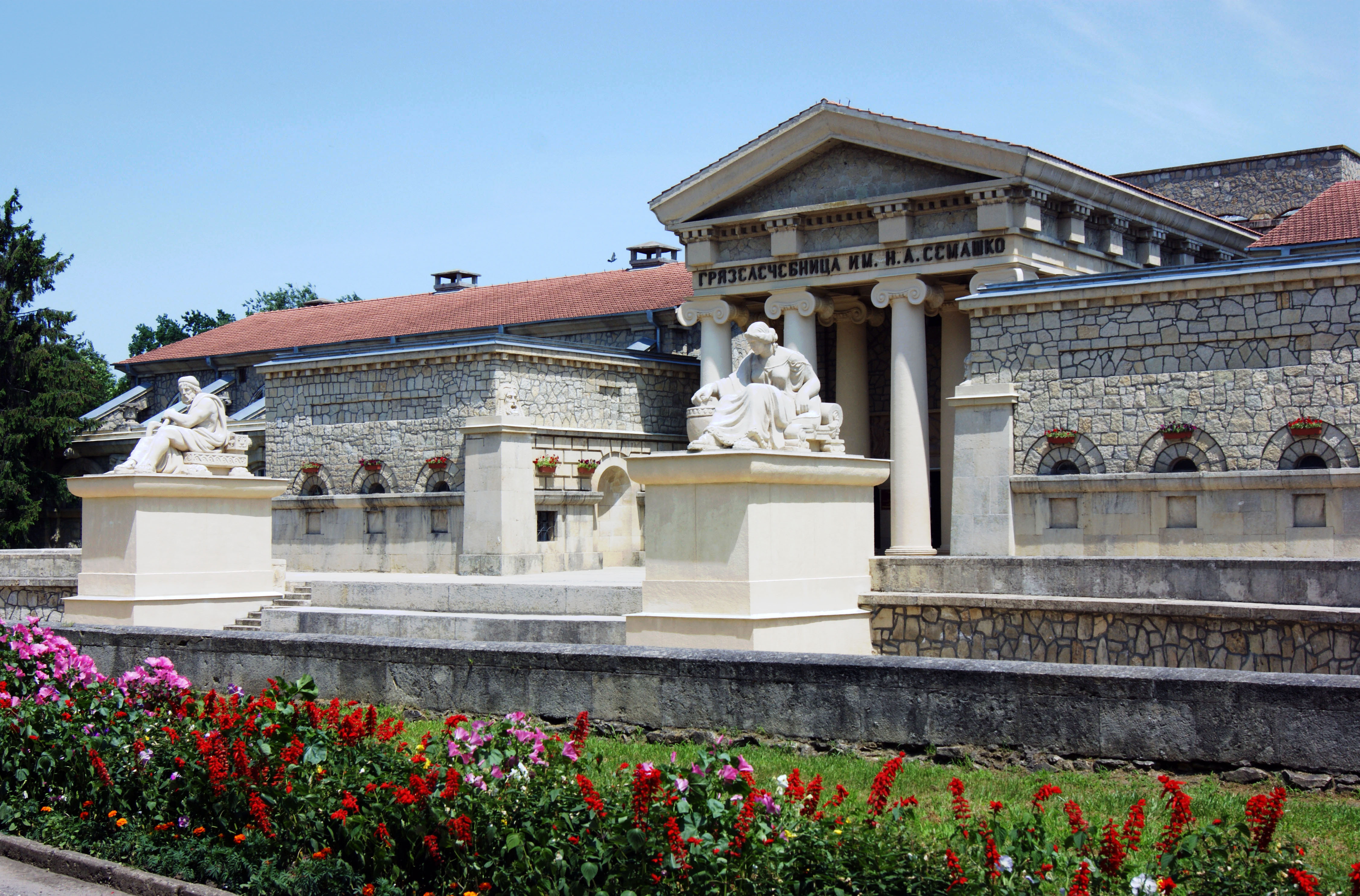
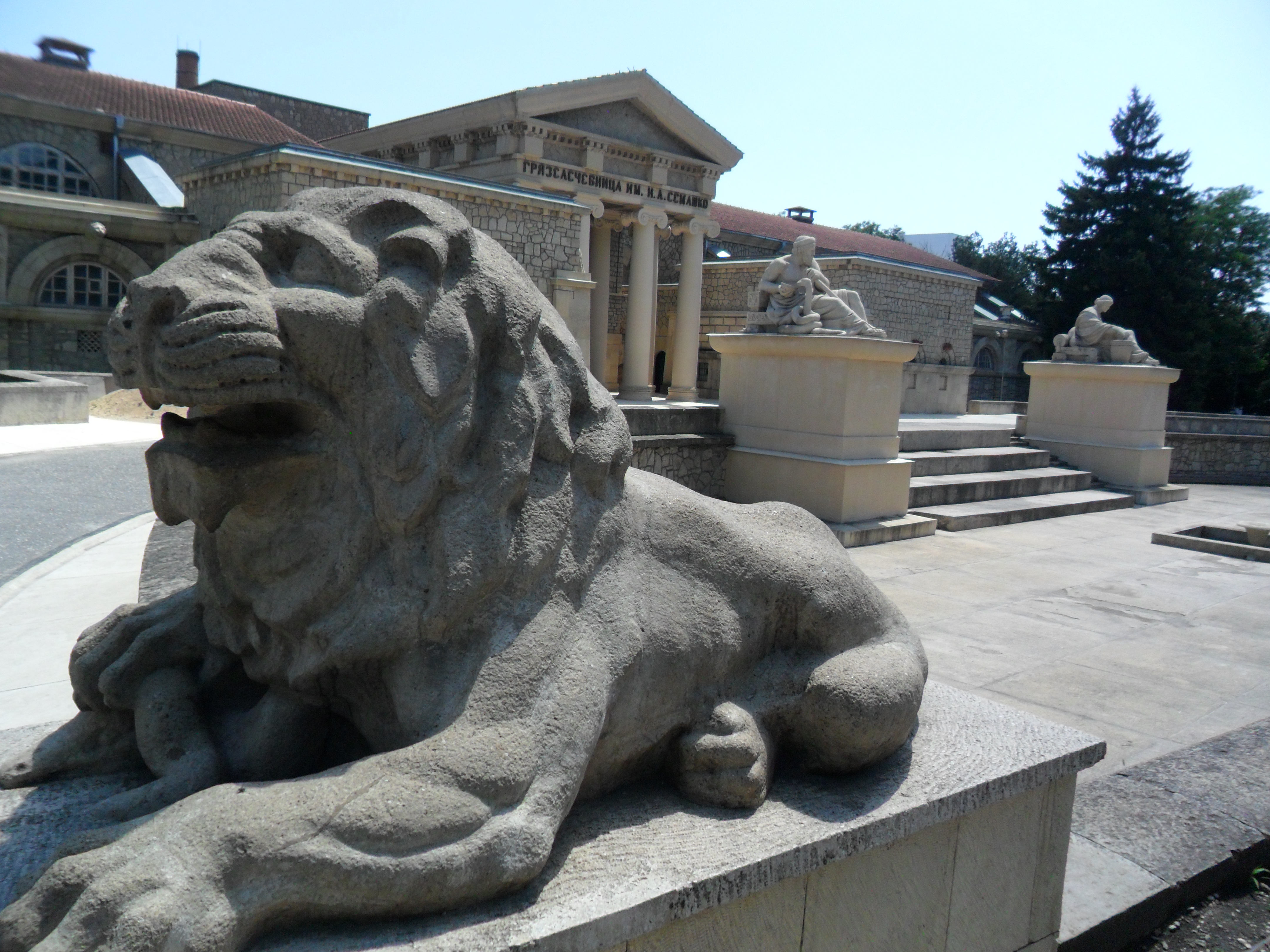
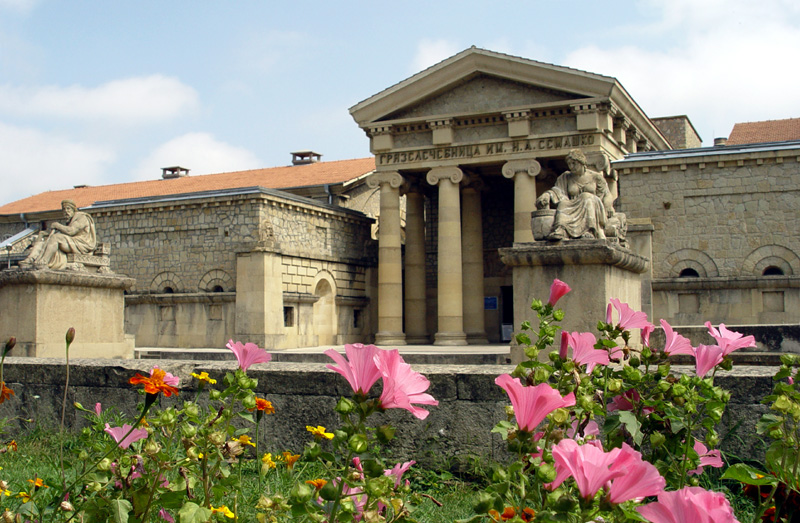
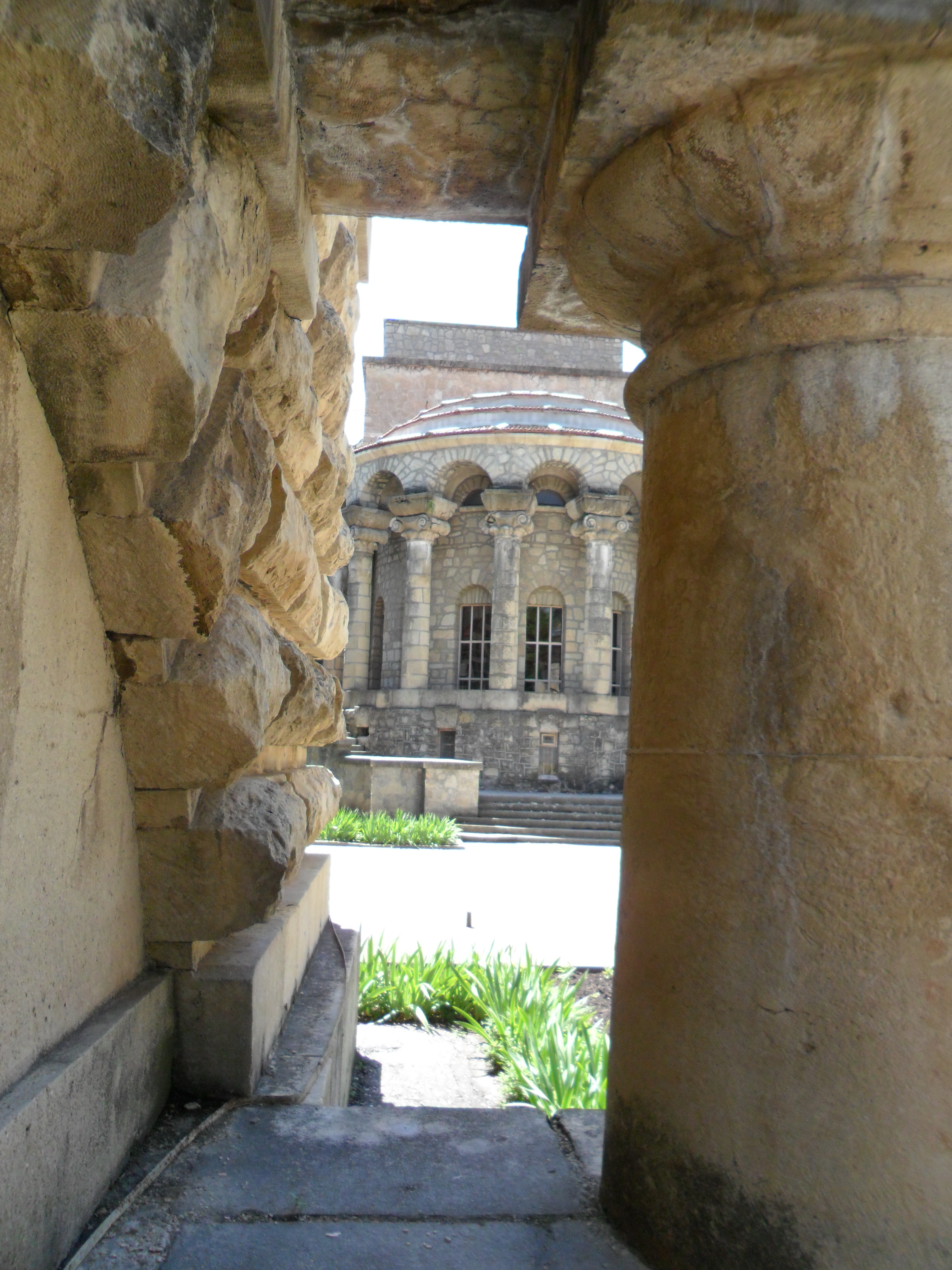
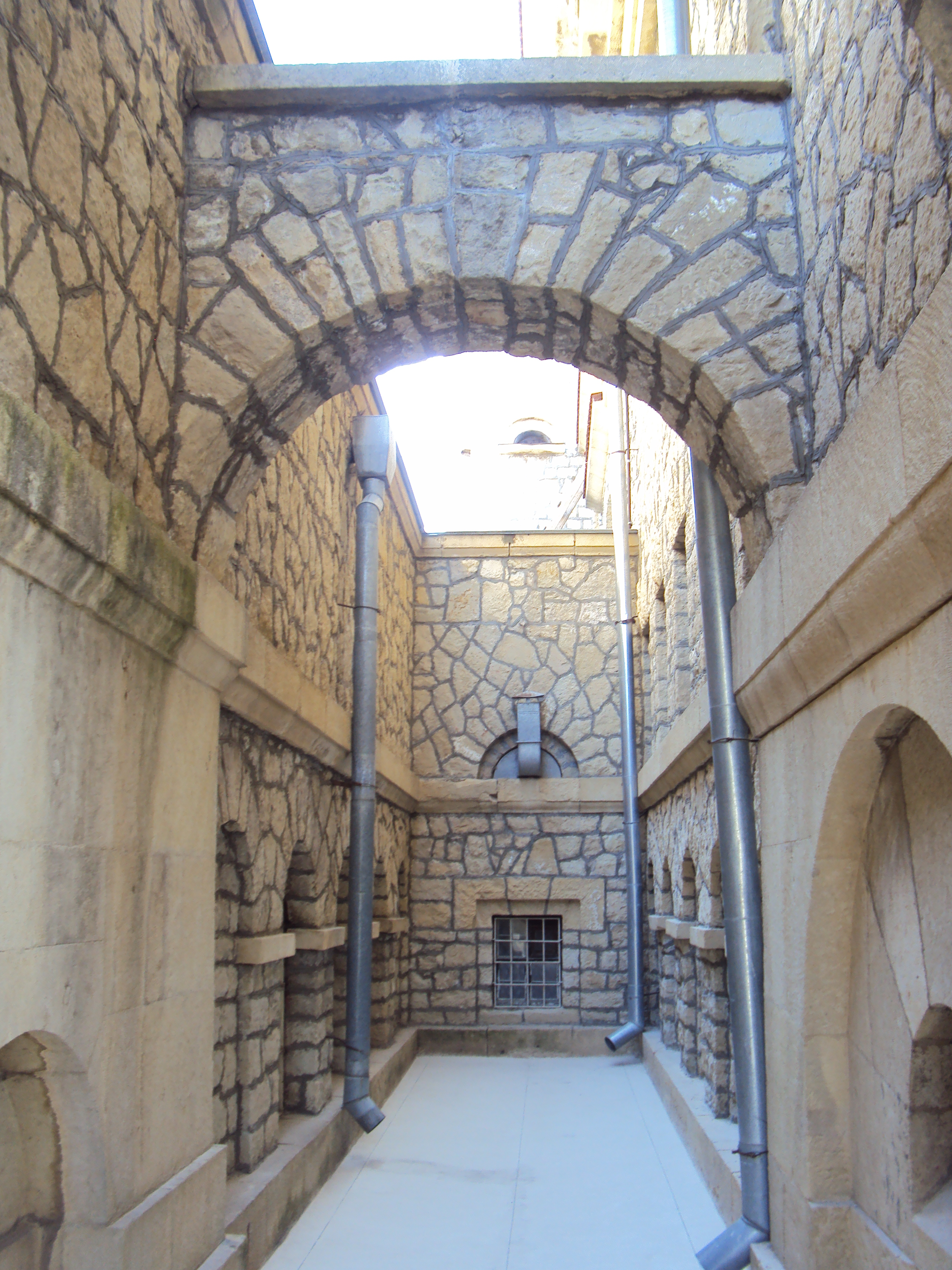
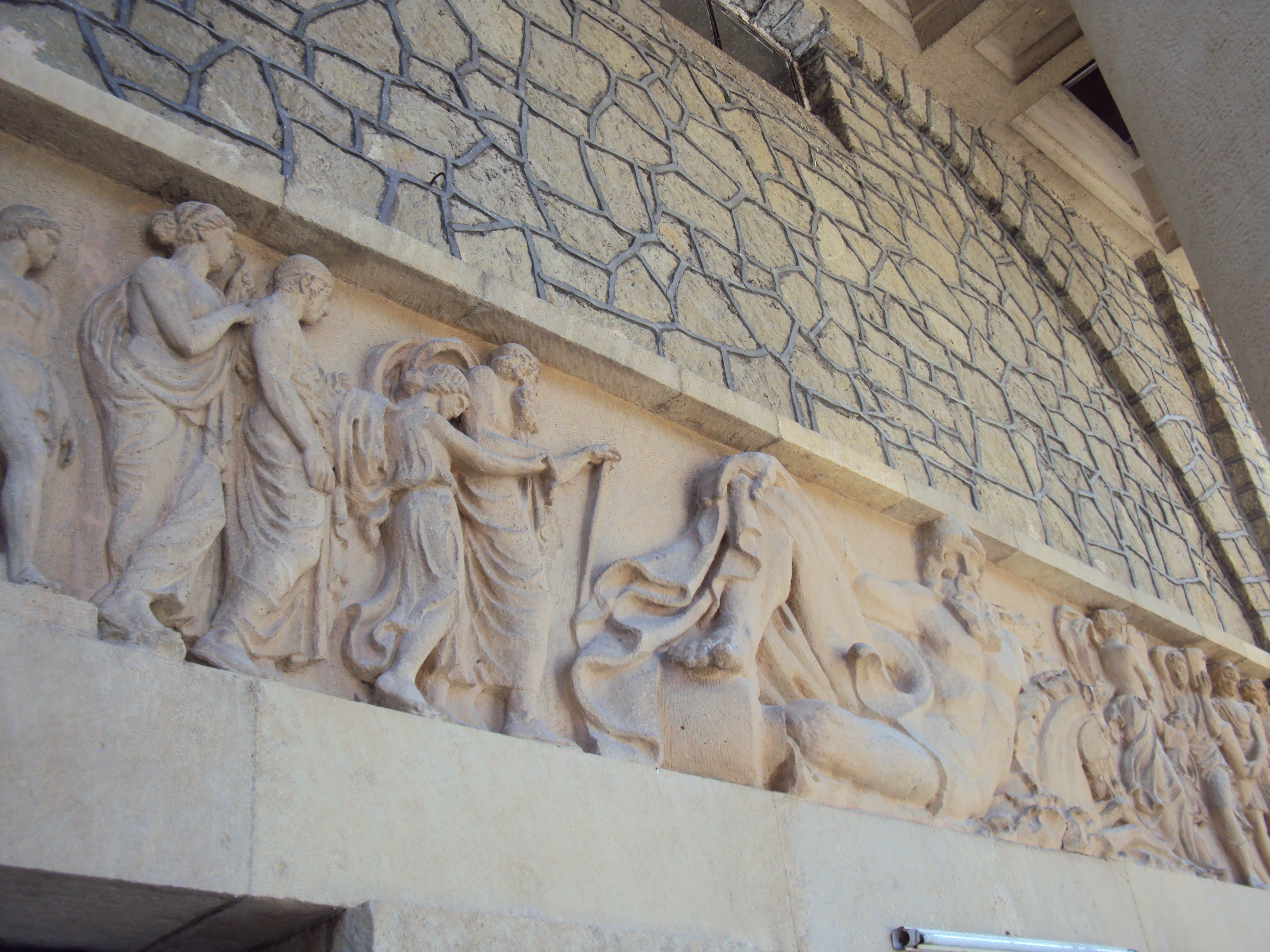
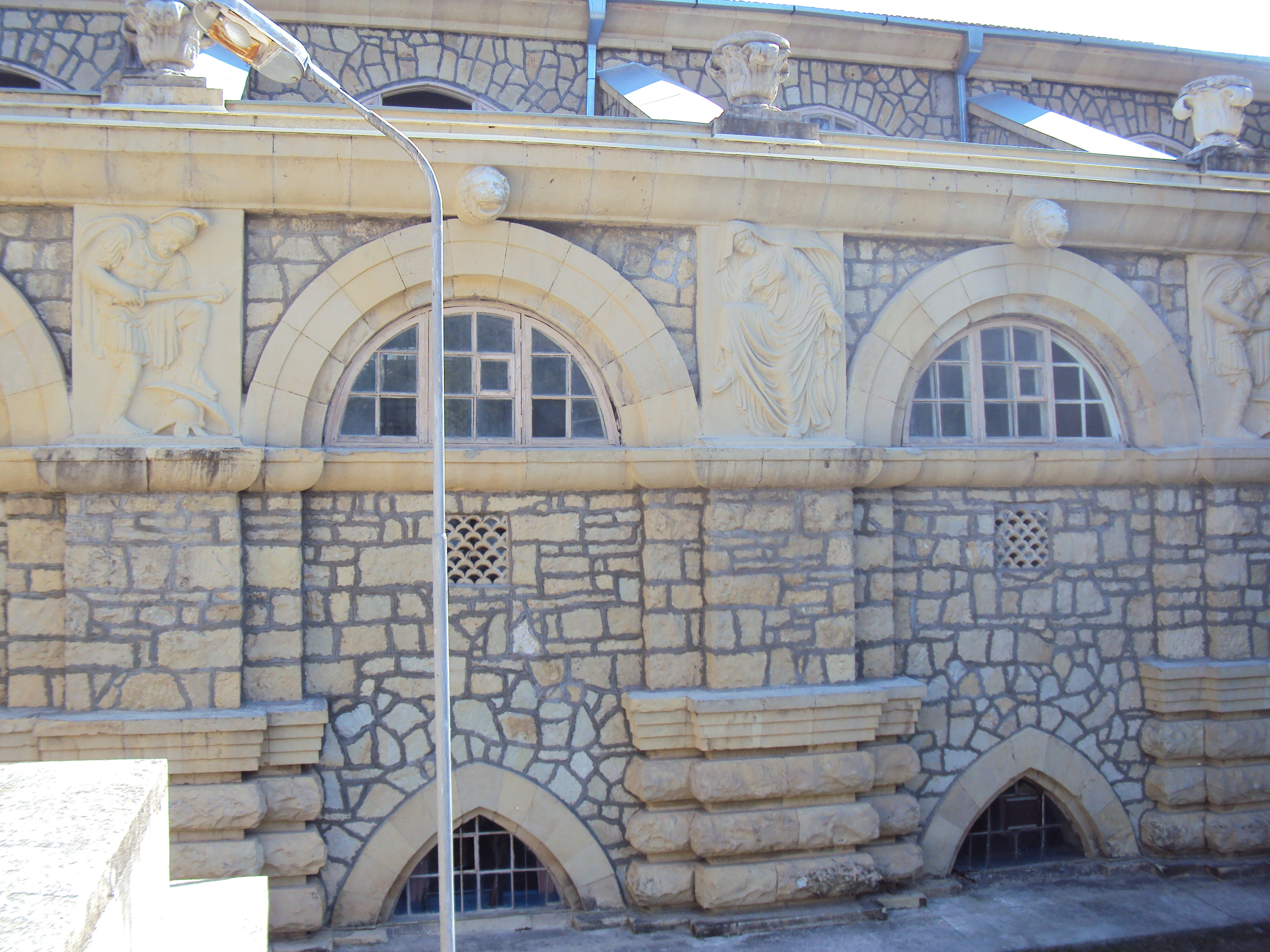
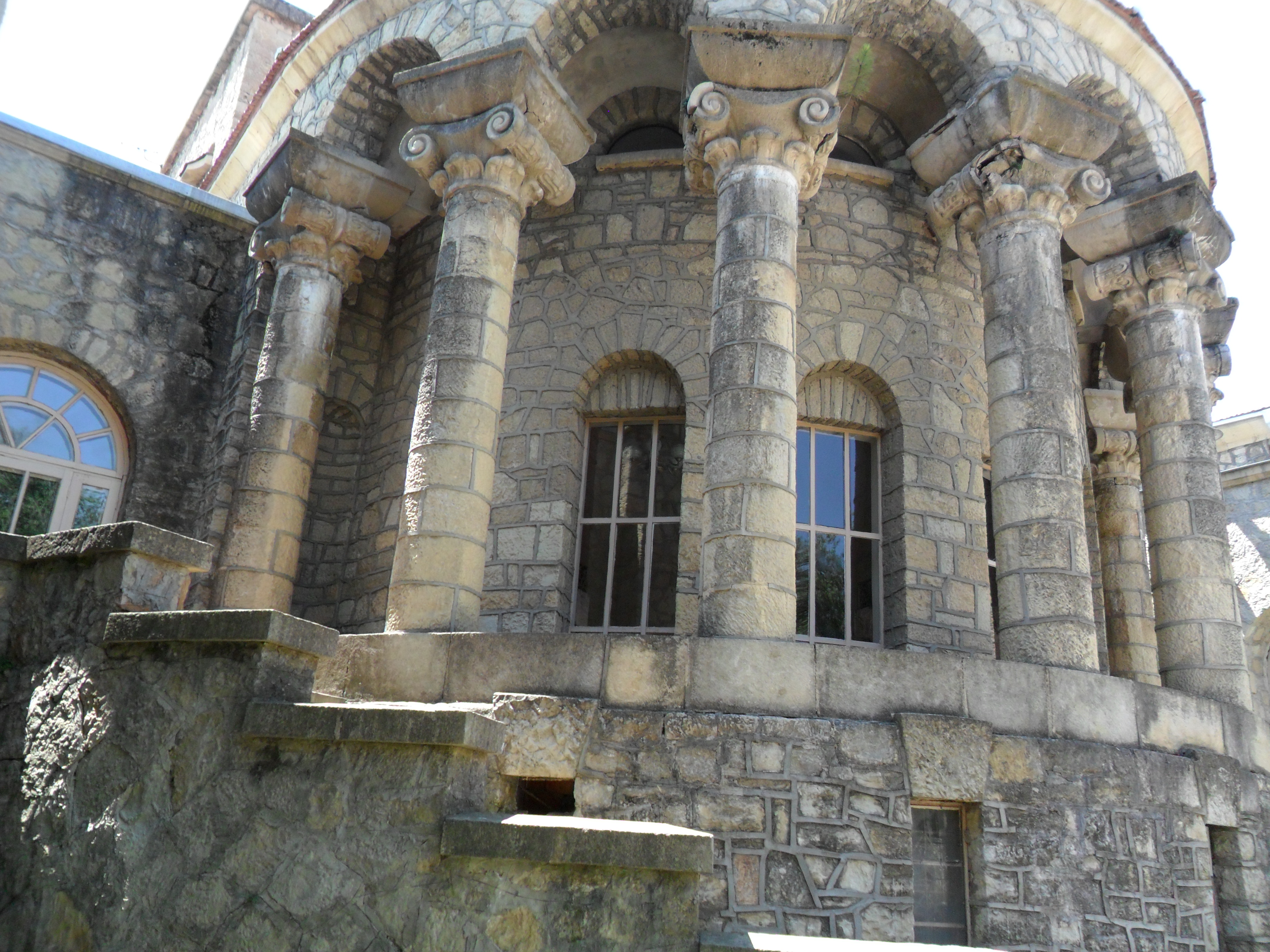
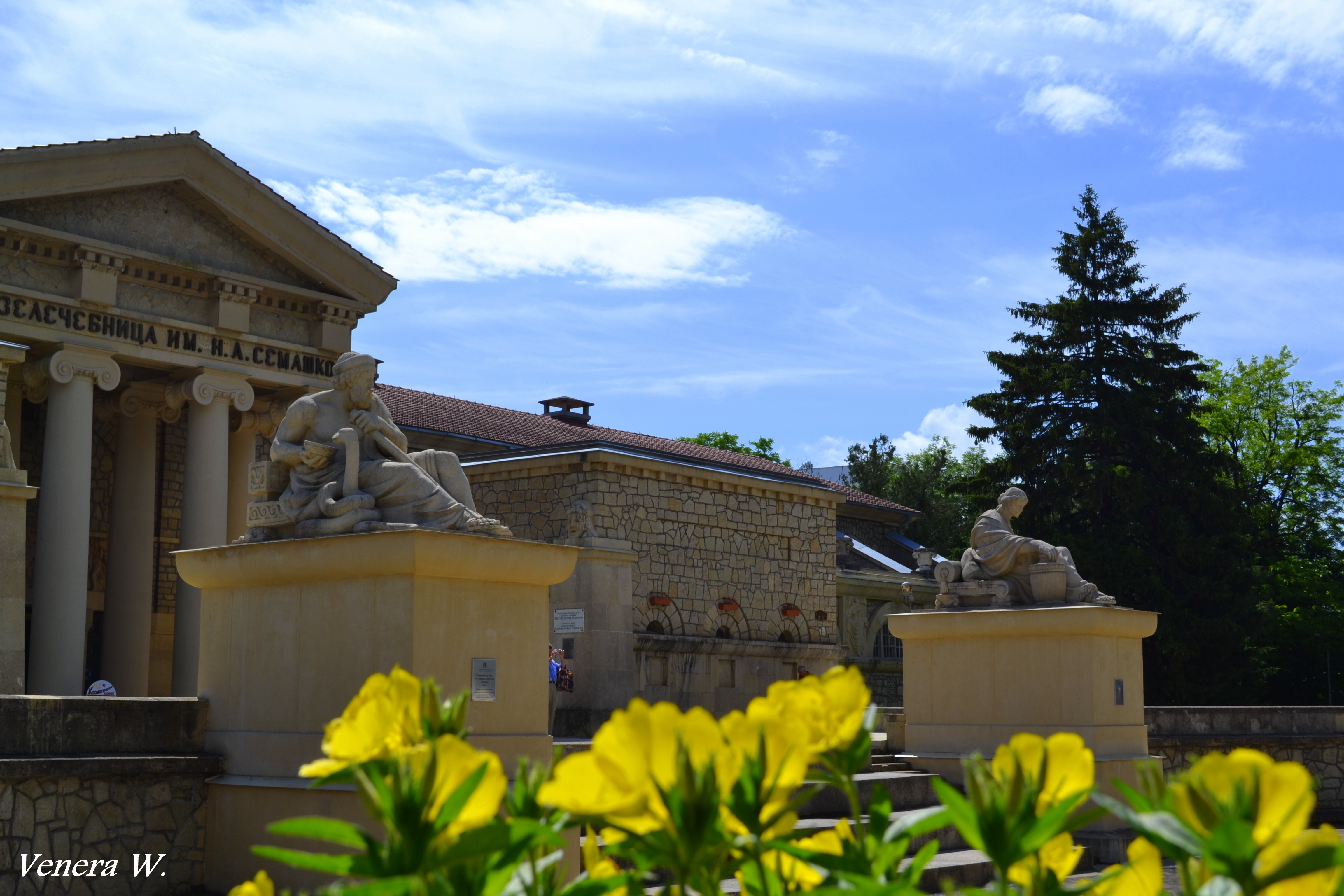
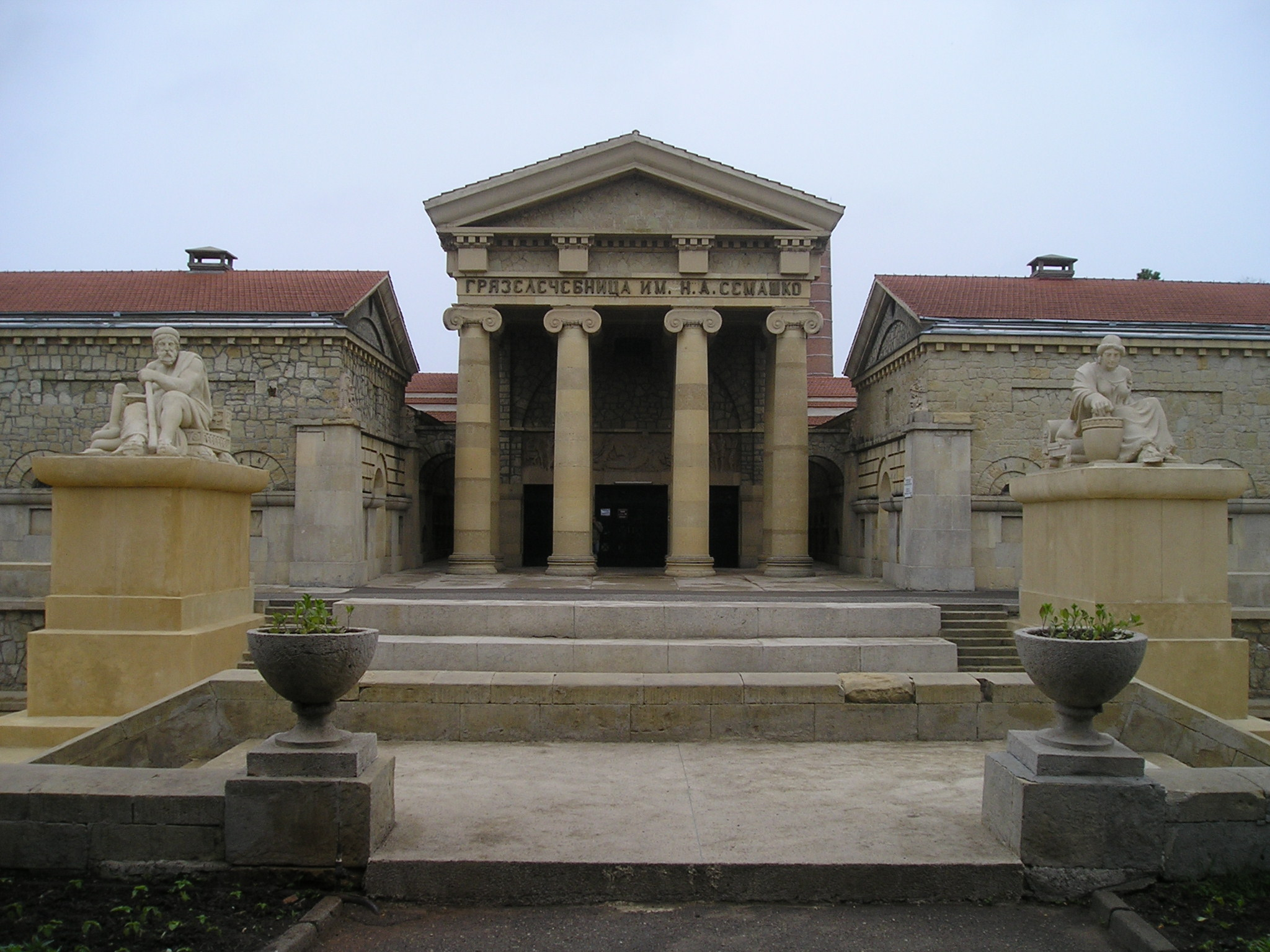